# Big Flats Airport
Big Flats Airport es un lugar designado por el censo ubicado en el condado de Chemung en el estado estadounidense de Nueva York. En el año 2000 tenía una población de 2,184 habitantes y una densidad poblacional de 72 personas por km².

## Geografía
Big Flats Airport se encuentra ubicado en las coordenadas 42°9′48″N 76°52′47″O / 42.16333, -76.87972.